# 2024年印度航空法令
《2024年印度航空法令》（英語：Bharatiya Vayuyan Adhiniyam, 2024）是印度的一部现行法律，旨在规范印度航空产业，于2025年1月1日正式实施。
《2024年印度航空法令》取代了已實行90年、修订21次的《1934年印度航空器法令》，不过事实上它仍保留了《1934年印度航空器法》中的大部分条款。

## 历程
2024年7月31日，《2024年印度航空法案》（Bharatiya Vayuyan Vidheyak）在印度人民院提出，并于8月9日获得通过。同年12月5日，该法案提交至印度联邦院，于当日顺利通过。

## 内容
本法包含前言、民航总局、民航安全局、飞机事故调查局、中央政府的权力、损失损害赔偿、违法与处罚和其他总共8个章节。
- 前言章节包含简称、内容、应用范围与施行日期和定义。
- 民航总局章节包括民航总局和民航局局长的施令权。
- 民航安全局部分内含民航安全局和民航安全局局长的施令权。
- 飞机事故调查局章节有飞机事故调查局一个部分。
- 中央政府的权力章节有中央政府的监督、中央政府对于依据本法第4节与第6节所发出命令的审查权、中央政府的规则制定权、中央政府的实施公约规则制定权、中央政府的事故调查规则制定权、中央政府的保护公民健康权的规则制定权、中央政府在紧急状态下的施令权、中央政府的失物保管和归还的规则制定权、飞机的扣留权、中央政府的建筑建设与植树造林等的规范权与禁令权、中央政府对执照与证书与批准的限制或吊销权、中央政府对某些飞机的豁免权和中央政府的授权权。
- 损失损害赔偿章节有如何确定与支付损失损害赔偿、赔偿裁决的上诉和仲裁员的某些民事法院权力的拥有权。
- 违法与处罚章节有违反本法规定的处罚、因飞行造成危险的处罚、违反本法第4节与第6节的处罚、违反本法第18节的处罚、对教唆与未遂犯罪的处罚、处罚决定和上诉。
- 其他章节有发布以后的规则、议会提交程序规则、法院裁定没收的管辖权、飞机残骸与救助、对未于印度注册的航空器使用专利发明的规定、特定的诉讼障碍、善意行为的法律保护、本法适用范围内的保留条款、障碍排除权和废止与保留条款。